# Ривир (город, Миннесота)
Ривир (англ. Revere) — город в округе Редвуд, штат Миннесота, США. На площади 1,5 км² (1,5 км² — суша, водоёмов нет), согласно переписи 2002 года, проживают 100 человек. Плотность населения составляет 67,2 чел./км².
- Телефонный код города — 504
- Почтовый индекс — 56126
- FIPS-код города — 27-57908[1]
- GNIS-идентификатор — 0643950[2]